# Фроловское (Ярославская область)
Фроловское — село Большесельского района Ярославской области, входит в состав Большесельского сельского поселения.

## География
Расположено на берегу речки Койка в 22 км на северо-запад от райцентра Большого Села.

## История
Церковь села построена в 1787 году на средства прихожан. Престолов в ней было три: Обновления храма Воскресения Христова; Святителя и Чудотворца Николая и Св. Мучеников Флора и Лавра. 
В конце XIX — начале XX село входило в состав Новосельской волости Угличского уезда Ярославской губернии. 
С 1929 года село входило в состав Алексинского сельсовета Мышкинского района, с 1935 года в составе Большесельского района, с 1954 года — в составе Новосельского сельсовета, с 2005 года — в составе Большесельского сельского поселения.

## Население
| 1859 | 2007 | 2010 |
| ---- | ---- | ---- |
| 37   | ↘4   | →4   |

## Достопримечательности
В селе расположена действующая Церковь Флора и Лавра (1787).